# Picpoul
Le picpoul ou piquepoul (picpoul désignant le plus souvent le vin produit avec ce cépage) est une famille de cépages, principalement présente dans le Sud de la France et dans une moindre mesure dans la région de Bages en Catalogne, où il se nomme picapoll.

## Variétés

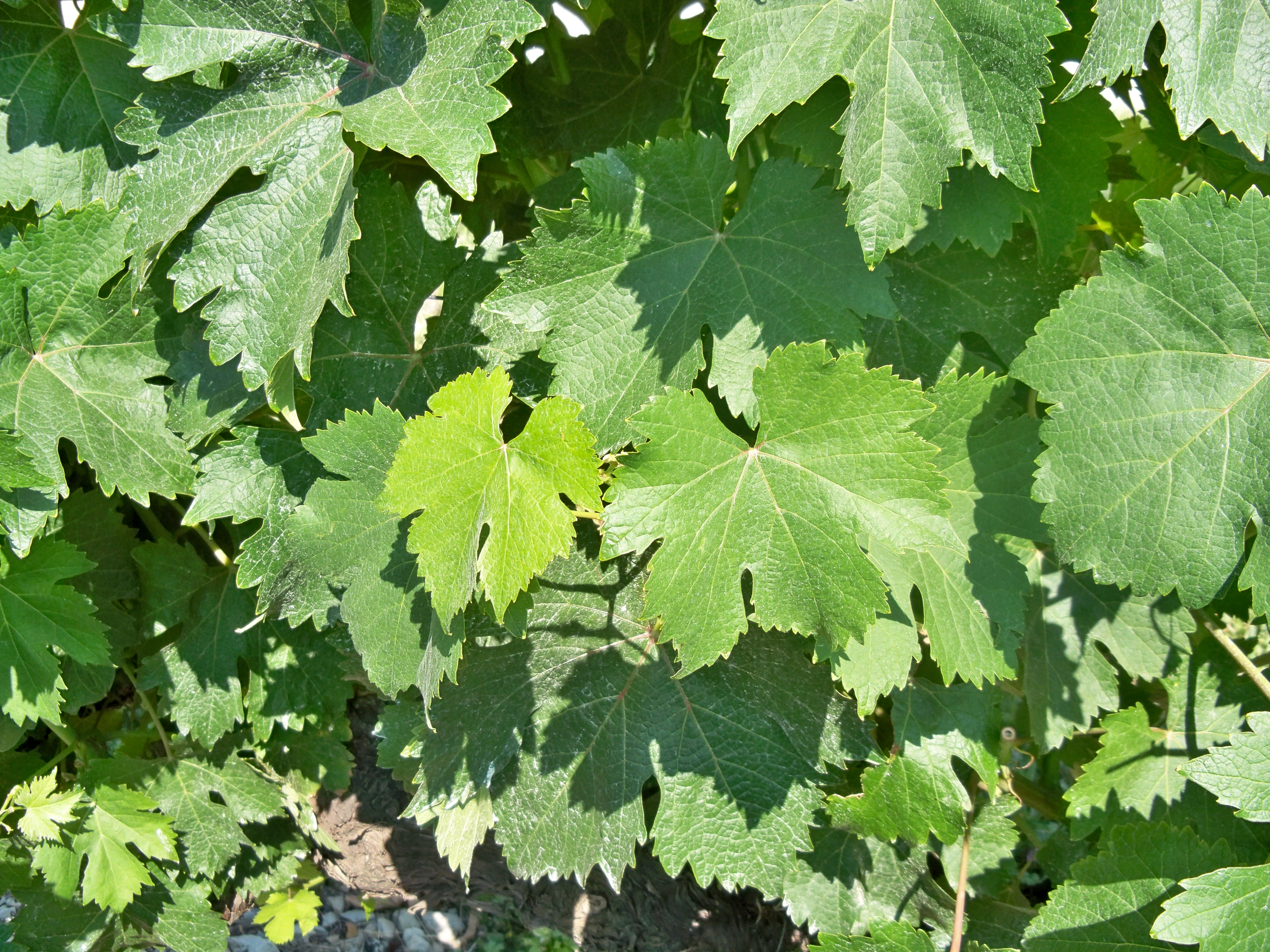
Feuillage de picpoul

Elle comprend le piquepoul noir, le piquepoul gris (presque plus cultivé) et le piquepoul blanc (le plus abondant). Le piquepoul sans précision de couleur est autorisé dans la composition du Châteauneuf-du-Pape, le noir entre dans la composition du Minervois. Le terroir de Pinet (Hérault) produit le "picpoul de Pinet", vin blanc AOC Coteaux du Languedoc. Depuis le 14 février 2013 ce vin a droit à l'AOC "Picpoul de Pinet".

## Type de vin
Originaire du Languedoc, il se présente en blanc, noir et gris. Son vin, bouqueté et aromatique, est riche, typé, nerveux, plein de finesse et d'élégance.

## Synonymes

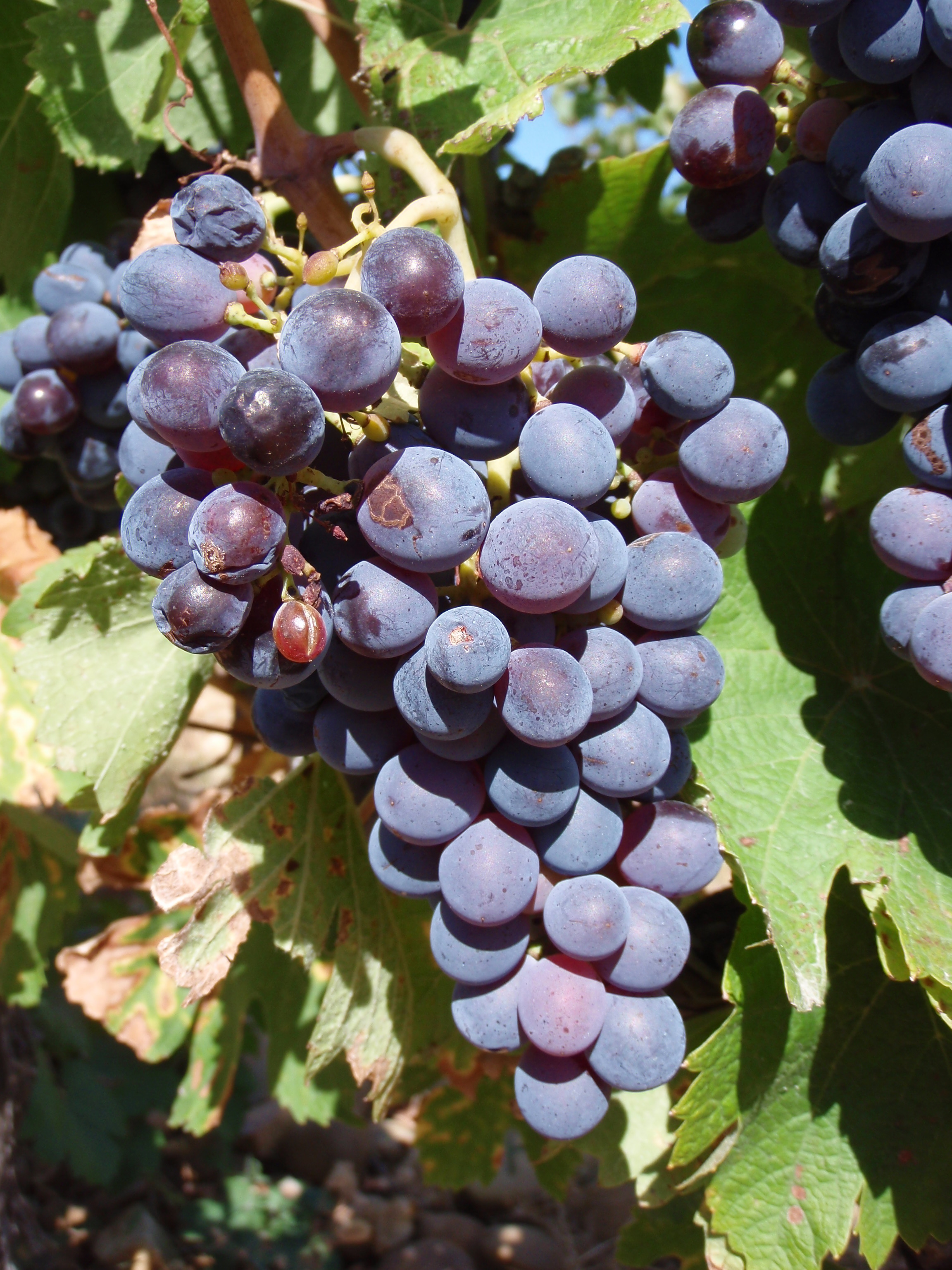
Picpoul N

Les synonymes du Picpoul blanc sont Avello, Avillo, Extra, Feher Piquepoul, Languedocien, Picapoll, Picapolla, Picapulla, Picpoul, Picpoul de Pinet.
Ceux du Picpoul gris sont Avillo, Languedocien, Picapulla, Picpoul, Pikepul Seryi, Piquepoul rose, Szürke Piquepoul.
Ceux du Picpoul noir sont Avillo, Kek Piquepoul, Languedocien, Pical, Pical Negro, Pical Polho, Picalpolho, Picapoll, Picapoll Negro, Picapouia, Picapouya, Picapulla, Picpouille, Picpoul, Picpoule, Picquepoul, Pikepul Chernyi, Pique Poule, Piquerette noire.
Le picpoul est aussi synonyme de Folle Blanche, qui n'a pourtant aucune parenté avec ce cépage.